# Novy Vasiugan
Novy Vasiugán (en ruso: Новый Васюган) es una localidad rural (un pueblo ) en el distrito de Kargasokski del óblast de Tomsk, Rusia, ubicada en el afluyente del río Vasiugán, a 370 km de Kargasok, el centro administrativo del distrito. Según las últimas estadísticas (año 2021), el pueblo cuenta con 1837 habitantes.

## Historia
Fue fundado en 1933 como un asentamiento para convictos y se llamó inicialmente Moguilny Yar ( Могильный Яр ). Hasta 1959 sirvió como centro administrativo del distrito de Vasiuganski, para luego ser fusionado con el distrito de Kargasokski, al que pertenece actualmente.